# Massimo Ercolani
Massimo Ercolani (Città di San Marino, 30 novembre 1957 – Serravalle, 20 agosto 2009) è stato un pilota di rally sammarinese.

## Biografia
Gareggiò dal 1979 al 1999 per la Scuderia San Marino, dopo essersi ritirato continuò a gareggiare fino a quando venne colpito nel 2007 da una grave malattia. 
È deceduto il 20 agosto 2009 per un male incurabilee il 23 agosto si sono svolti i funerali nella chiesa di Sant'Andrea di Serravalle ed è stato sepolto nel cimitero del Castello.

## Risultati nel mondiale rally

### WRC
| 1979 | Scuderia | Vettura             |  |  |  |  |  |  |  |  |     |  |  |  |  |  |  |  | Punti | Pos. |
| ---- | -------- | ------------------- |  |  |  |  |  |  |  |  | --- |  |  |  |  |  |  |  | ----- | ---- |
| 1979 |          | Volkswagen Golf GTi |  |  |  |  |  |  |  |  | Rit |  |  |  |  |  |  |  | 0     |      |

| 1980 | Scuderia | Vettura                  |  |  |  |  |  |  |  |  |     |  |  |  |  |  |  |  | Punti | Pos. |
| ---- | -------- | ------------------------ |  |  |  |  |  |  |  |  | --- |  |  |  |  |  |  |  | ----- | ---- |
| 1980 |          | Ford Escort RS 2000 MKII |  |  |  |  |  |  |  |  | Rit |  |  |  |  |  |  |  | 0     |      |

| 1984 | Scuderia          | Vettura         |  |  |  |  |  |  |  |  |  |   |  |  |  |  |  |  | Punti | Pos. |
| ---- | ----------------- | --------------- |  |  |  |  |  |  |  |  |  | - |  |  |  |  |  |  | ----- | ---- |
| 1984 | San Marino Racing | Opel Ascona 400 |  |  |  |  |  |  |  |  |  | 7 |  |  |  |  |  |  | 4     | 36º  |

| 1985 | Scuderia | Vettura         |  |  |  |  |  |  |  |  |  |     |  |  |  |  |  |  | Punti | Pos. |
| ---- | -------- | --------------- |  |  |  |  |  |  |  |  |  | --- |  |  |  |  |  |  | ----- | ---- |
| 1985 |          | Ferrari 308 GTB |  |  |  |  |  |  |  |  |  | Rit |  |  |  |  |  |  | 0     |      |

| 1987 | Scuderia                | Vettura       |  |  |  |  |  |  |  |  |  |  |  |     |     |  |  |  | Punti | Pos. |
| ---- | ----------------------- | ------------- |  |  |  |  |  |  |  |  |  |  |  | --- | --- |  |  |  | ----- | ---- |
| 1987 | Mazda Rally Team Italia | Mazda 323 4WD |  |  |  |  |  |  |  |  |  |  |  | Rit | Rit |  |  |  | 0     |      |

| 1988 | Scuderia                                     | Vettura                                               |     |    |     |  |  |     |  |  |  |    |  |    |    |  |  |  | Punti | Pos. |
| ---- | -------------------------------------------- | ----------------------------------------------------- | --- | -- | --- |  |  | --- |  |  |  | -- |  | -- | -- |  |  |  | ----- | ---- |
| 1988 | Mazda Rally Team Italia Citroën Compétitions | Mazda 323 4WD Lancia Delta Integrale Citroën AX Sport | Rit | 22 | Rit |  |  | Rit |  |  |  | 19 |  | 18 | 19 |  |  |  | 0     |      |

| 1989 | Scuderia | Vettura                |  |  |  |  |  |    |  |  |  |  |     |  |     |  |  |  | Punti | Pos. |
| ---- | -------- | ---------------------- |  |  |  |  |  | -- |  |  |  |  | --- |  | --- |  |  |  | ----- | ---- |
| 1989 | Top Run  | Lancia Delta Integrale |  |  |  |  |  | 22 |  |  |  |  | Rit |  | Rit |  |  |  | 0     |      |

| 1990 | Scuderia | Vettura                    |  |  |  |  |  |  |  |  |  |     |  |  |  |  |  |  | Punti | Pos. |
| ---- | -------- | -------------------------- |  |  |  |  |  |  |  |  |  | --- |  |  |  |  |  |  | ----- | ---- |
| 1990 |          | Lancia Delta Integrale 16V |  |  |  |  |  |  |  |  |  | Rit |  |  |  |  |  |  | 0     |      |

| 1991 | Scuderia          | Vettura                    |  |  |  |  |  |  |  |  |  |  |     |  |  |  |  |  | Punti | Pos. |
| ---- | ----------------- | -------------------------- |  |  |  |  |  |  |  |  |  |  | --- |  |  |  |  |  | ----- | ---- |
| 1991 | San Marino Racing | Lancia Delta Integrale 16V |  |  |  |  |  |  |  |  |  |  | Rit |  |  |  |  |  | 0     |      |

| 1992 | Scuderia          | Vettura                    |  |  |  |  |  |    |  |  |  |  |  |  |  |  |  |  | Punti | Pos. |
| ---- | ----------------- | -------------------------- |  |  |  |  |  | -- |  |  |  |  |  |  |  |  |  |  | ----- | ---- |
| 1992 | San Marino Racing | Lancia Delta Integrale 16V |  |  |  |  |  | 19 |  |  |  |  |  |  |  |  |  |  | 0     |      |

| 1997 | Scuderia           | Vettura            |  |  |  |  |  |  |  |  |  |  |  |     |  |  |  |  | Punti | Pos. |
| ---- | ------------------ | ------------------ |  |  |  |  |  |  |  |  |  |  |  | --- |  |  |  |  | ----- | ---- |
| 1997 | A.R.T. Engineering | Subaru Impreza 555 |  |  |  |  |  |  |  |  |  |  |  | Rit |  |  |  |  | 0     |      |

| Legenda | 1º posto | 2º posto | 3º posto | A punti | Senza punti | Ritirato | Squalificato | NP=Non partito C=Gara cancellata | Apice=Power stage |

### Gruppo N
| 1988 | Scuderia                | Vettura                              |     |   |     |  |  |     |  |  |  |   |  |  |   |  |  |  | Punti | Pos. |
| ---- | ----------------------- | ------------------------------------ | --- | - | --- |  |  | --- |  |  |  | - |  |  | - |  |  |  | ----- | ---- |
| 1988 | Mazda Rally Team Italia | Mazda 323 4WD Lancia Delta Integrale | Rit | 4 | Rit |  |  | Rit |  |  |  | 4 |  |  | 4 |  |  |  | 15    | 5º   |

| 1991 | Scuderia          | Vettura                    |  |  |  |  |  |  |  |  |  |  |     |  |  |  |  |  | Punti | Pos. |
| ---- | ----------------- | -------------------------- |  |  |  |  |  |  |  |  |  |  | --- |  |  |  |  |  | ----- | ---- |
| 1991 | San Marino Racing | Lancia Delta Integrale 16V |  |  |  |  |  |  |  |  |  |  | Rit |  |  |  |  |  | 0     |      |

| Legenda | 1º posto | 2º posto | 3º posto | A punti | Senza punti | Ritirato | Squalificato | NP=Non partito C=Gara cancellata | Apice=Power stage |